# Ruma Falk
Ruma Falk (em hebraico:  רומה פלק, née Oren-Aharonovich, Jerusalém, 1932 – 15 de agosto de 2020) foi uma psicóloga e filósofa da matemática israelense, conhecida por seu trabalho em teoria das probabilidades e compreensão humana de probabilidade e estatística.

## Vida
Falk nasceu em Jerusalém e frequentou o Ginásio Hebraico Herzliya. Estudou na Universidade Hebraica de Jerusalém. Completou um doutorado sobre a percepção do acaso na Universidade Hebraica em 1975, orientada por Amos Tversky, e lá tornou-se professora.
Era casada com Raphael Falk, geneticista e historiador da ciência.

## Reconhecimento
Falk ganhou o Prêmio George Pólya da Mathematical Association of America com Maya Bar-Hillel em 1984, por seu trabalho conjunto sobre probabilidade.

## Obras selecionadas
Falk foi autora de livros, incluindo:
- Understanding Probability and Statistics: A Book of Problems (A K Peters, 1993)[5]
- אתגרים לתאים האפורים (Challenges to the Gray Cells, Poalim Library Publishing, 2004)[6]
- יש בעיה! (There is a Problem, Poalim Library Publishing, 2013)[3]
- Many Faces of the Gambler's Fallacy: Subjective Randomness and Its Diverse Manifestations (self-published, 2016)

She also created a board game, ברירה וסיכוי (Choice and Chance).
Suas outras publicações incluem:
- Bar-Hillel, Maya; Falk, Ruma (Março 1982), «Some teasers concerning conditional probabilities», Cognition, 11 (2): 109–122, PMID 7198956, doi:10.1016/0010-0277(82)90021-x
- Falk, Ruma; Bar-Hillel, Maya (Junho 1983), «Probabilistic dependence between events», The Two-Year College Mathematics Journal, 14 (3): 240–247, JSTOR 3027094, doi:10.2307/3027094
- Falk, Ruma; Greenbaum, Charles W. (Fevereiro 1995), «Significance tests die hard», Theory & Psychology, 5 (1): 75–98, doi:10.1177/0959354395051004
- Falk, Ruma; Konold, Clifford (1997), «Making sense of randomness: Implicit encoding as a basis for judgment.», Psychological Review, 104 (2): 301–318, doi:10.1037/0033-295x.104.2.301